# Ультракрепідаріанізм
Ультракрепідаріанізм — це звичка висловлюватися та давати поради з питань, у яких певна особа не компетентна. Термін ultracrepidarian уперше публічно вжитий на письмі в 1819 році есеїстом Вільямом Газлітом у відкритому листі до Вільяма Гіффорда, редактора літературного журналу Quarterly Review: «Вас давно називають ультракрепідарним критиком» (англ. You have been well called an Ultra-Crepidarian critic). Наступна відома згадка сталася через чотири роки, в 1823 році, в сатиричному творі Лі Ганта (друга Газліта) під назвою Ultra-Crepidarius: a Satire on William Gifford.
Термін походить від відомого зауваження, нібито зробленого відомим грецьким художником Апеллесом шевцю, який, як припускають, критикував його картину. Латинську фразу Sutor, ne ultra crepidam, як її записав Пліній, або у вигляді Ne ultra crepidam judicaret, як її згодом переробили інші латинські письменники, можна перекласти як «Швець не повинен судити далі, ніж власні підошви». Тобто критики повинні коментувати лише те, про що вони щось знають. Це прислів'я популярне у кількох мовах, наприклад, англійській: A cobbler should stick to his last; в іспанській: Zapatero a tus zapatos («Швець, до свого взуття»); нідерландській: Schoenmaker, blijf bij je leest; данській Skomager, bliv ved din læst; німецькій: Schuster, bleib bei deinem Leisten; польській: Pilnuj, szewcze, kopyta (останні чотири українською «Чоботарю, слідкуй за колодкою»); а також російській «Суди, дружок, не свыше сапога» (Суди, дружечку, та не вище чобота), де воно поширилося після того, як Олександр Пушкін поетично переказав легенду.